# Danthonia unispicata
Danthonia unispicata là một loài thực vật có hoa trong họ Hòa thảo. Loài này được (Thurb.) Munro ex Macoun mô tả khoa học đầu tiên năm 1888.

## Hình ảnh

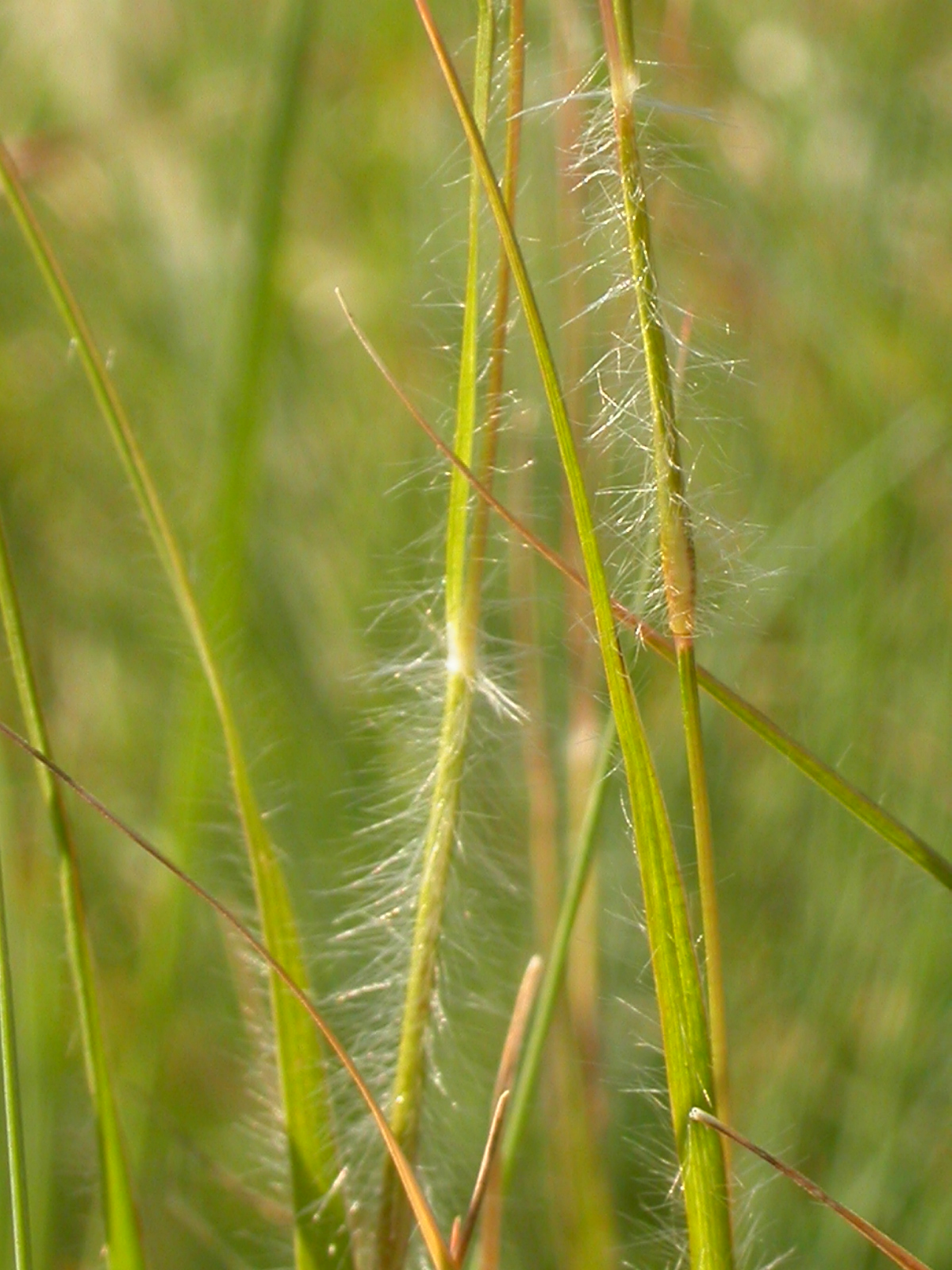
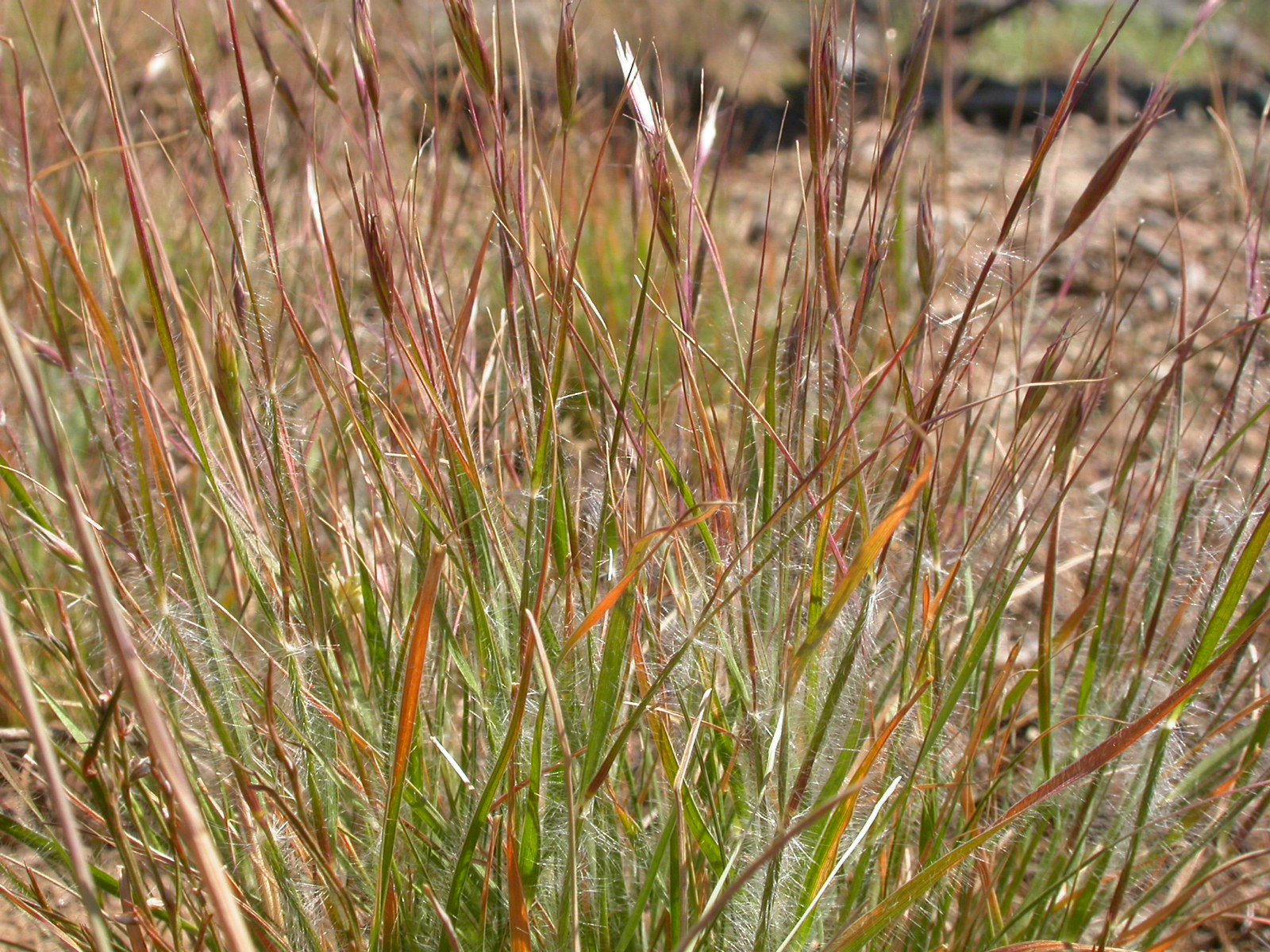
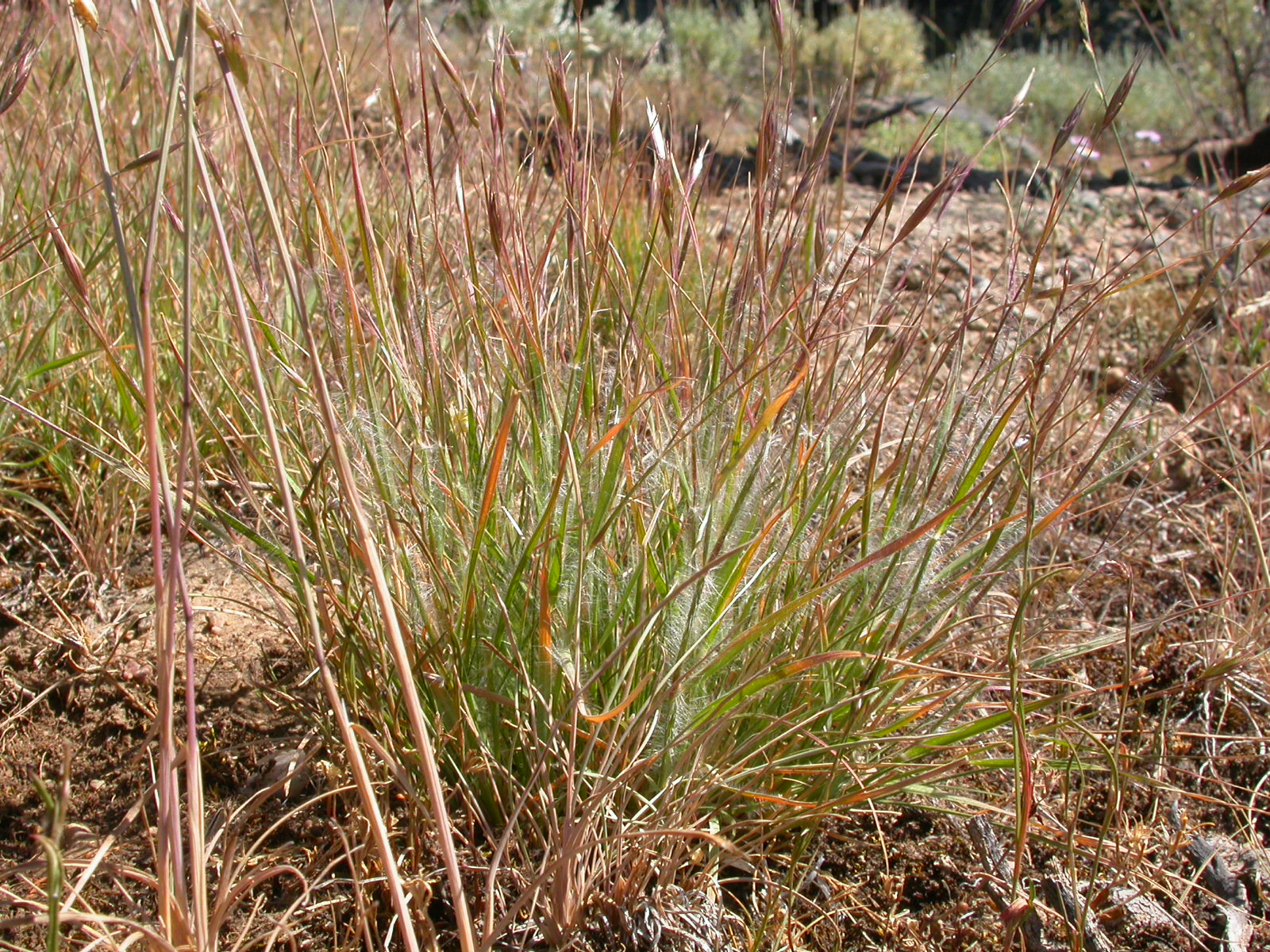
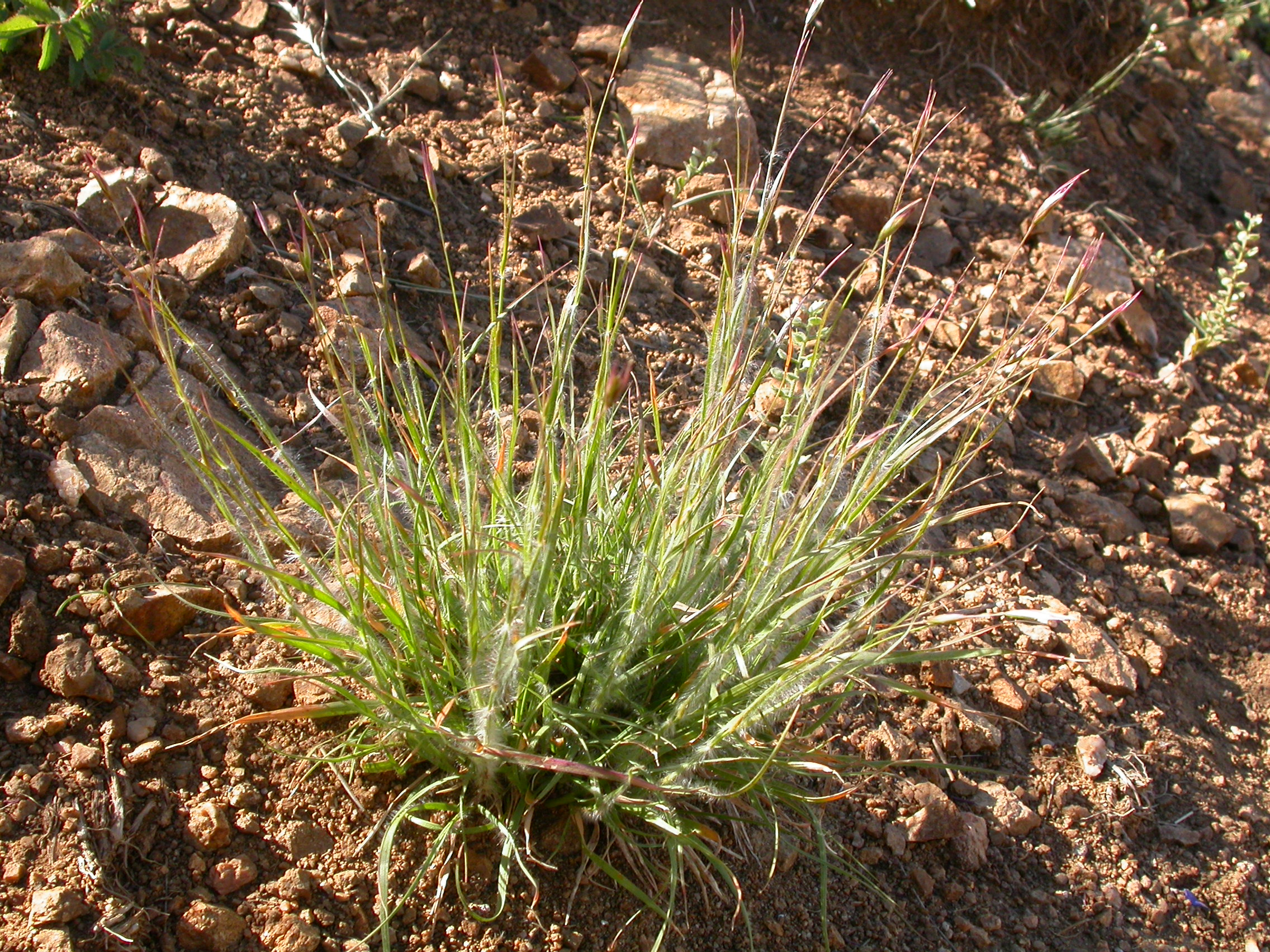